# Glypta manitobae
Glypta manitobae är en stekelart som beskrevs av Dasch 1988. Glypta manitobae ingår i släktet Glypta och familjen brokparasitsteklar. Inga underarter finns listade i Catalogue of Life.